# Похибка засобу вимірювальної техніки
Похибка засобу вимірювальної техніки (англ. error of a measuring instrument) — відхилення номінальної функції перетворення засобу вимірювальної техніки від реальної. 
Для вимірювального приладу можна дати простіше визначення його похибки: похибка вимірювального приладу - це відхилення його показів від істинного значення вимірюваної фізичної величини, тобто
{\displaystyle \Delta =I-x_{icm.}},  (1)
де {\displaystyle \Delta } - похибка вимірювального приладу; {\displaystyle I} - покази вимірювального приладу; {\displaystyle x_{icm.}} - істинне значення вимірюваної фізичної величини.
На практиці, оскільки істинне значення невідоме, користуються оцінками похибки, замінюючи в формулі (1) істинне значення фізичної величини на дійсне, де дійсне значення — значення величини, визначене, наприклад, з допомогою еталона. 
Похибка засобу вимірювальної техніки (ЗВТ) виступає кількісною мірою його точності та є однією з його метрологічних характеристик. Похибка ЗВТ є лише однією з складових похибки вимірювання.

## Форми преставлення похибок ЗВТ
Існує три форми представлення похибок ЗВТ:
- абсолютна;
- відносна;
- зведена.
Похибка, представлена формулою (1), називається абсолютною.
Відносна похибка є відношенням абсолютної похибки ЗВТ до істинного (на практиці - до дійсного {\displaystyle x_{d}}) значення вимірюваної фізичної величини, у відсотках:
{\displaystyle \delta ={\frac {\mathcal {\Delta }}{x_{d}}}\cdot 100\%\,}.
Зведена похибка є відношенням абсолютної похибки ЗВТ до нормувального значення {\displaystyle X_{N}}, у відсотках:
{\displaystyle \gamma ={\frac {\mathcal {\Delta }}{X_{N}}}\cdot 100\%\,},
де {\displaystyle X_{N}}  - ширина діапазону показів приладу.

## Основні та додаткові похибки
В залежності від умов експлуатації ЗВТ їхні похибки поділяються на основні та додаткові. 
Під час експлуатації приладу на його роботу впливають певні величини, які називаються впливними. До таких величин найчастіше відноситься температура навколишнього середовища, вологість повітря, атмосферний тиск тощо. Для кожного типу або моделі ЗВТ та для кожної впливної величини виробник ЗВТ встановлює так звану нормальну область, тобто таку область впливних величин, за зміни впливних величин в межах якої зміною похибки можна знехтувати. Похибка, яку ЗВТ має за умов, коли значення всіх без винятку впливних величин перебувають в межах нормальної області, називають основною.  
Разом з тим, є багато ЗВТ, в першу чергу високочутливих лабораторних, для яких робочий діапазон впливних величин ширший за нормальний. Тоді через вихід впливних величин за межі нормальної області додатково до основної виникає ще певна похибка. Похибка ЗВТ, яка виникає за виходу хоча б однієї впливної величини за межі нормальної області, називають додатковою.

## Інші класифікації похибок ЗВТ
За закономірностями виникнення та прояву похибки ЗВТ поділяються на систематичні та випадкові.
Систематична похибка засобу вимірювальної техніки - це його похибка, яка залишаються постійною або закономірно змінюється під час повторних вимірювань однієї і тієї ж величини. Основними причинами систематичних похибок ЗВТ є:
- неточність мір фізичних величин;
- похибки градуювання (розмітки) чи зсув шкали приладу;
- неврівноваженість обертових деталей приладів відносно осі обертання чи неврівноваженість мостових схем приладу;
- відхилення параметрів реального ЗВТ від розрахункових значень, передбачених схемою;
- неточність підгонки шунтів чи додаткових опорів тощо.

Випадкова похибка ЗВТ змінюється випадковим чином (як за величиною, так і за знаком) під час повторних вимірювань однієї і тієї ж величини.
Основні причини випадкових похибок ЗВТ:
- конструктивні та технологічні недосконалості вузлів та деталей засобів вимірювальної техніки;
- дробові шуми в електронних ЗВТ;
- нестабільність живлення електронних приладів;
- випадкові коливання зовнішніх впливних величин (температури, вологості повітря, атмосферного тиску, зовнішніх електричних і магнітних полів, вібрація та шуми) тощо.

За характером залежності від значення величини в діапазоні вимірювання похибки ЗВТ поділяються на адитивні, мультиплікативні та нелінійні.
Адитивною називається похибка, яка є постійною в діапазоні вимірювання. Мультиплікативна похибка ЗВТ - це похибка, яка лінійним чином залежить від значення величини. Нелінійні похибки мають складнішу залежність від значення величини, ніж адитивні та мультиплікативні. Наприклад, похибка приладу з круговим циферблатним відліковим пристроєм в діапазоні показів змінюється через неточну центрованість осі, на якій кріпиться вказівна стрілки циферблату, за синусоїдальним законом.
Похибки ЗВТ можуть класифікуватися і за іншими ознаками, наприклад, за характером зміни в часі.

## Визначення та контроль похибок ЗВТ
Дійсна похибка засобу вимірювальної техніки може бути визначена винятково експериментальним шляхом. Контроль і визначення похибок ЗВТ здійснюється з допомогою еталонів під час повірки або калібрування.  
Під час повірки контроль похибки проводиться в точках діапазону вимірювання, які визначені методикою повірки. Дійсні значення похибок, визначені під час повірки, порівнюються з контрольними значеннями (так звані норми похибок або нормовані значення), які зазначаються в експлуатаційній документації. Якщо дійсні похибки не перевищують свої нормовані значення та прилад відповідає іншим встановленим до нього вимогам, він визнається придатним до застосування, в протилежному випадку — бракується. Оскільки повірка здійснються, як правило, за нормальних умов, то таким чином контролюється основна похибка. Відповідність нормам додаткових похибок має бути забезпечена шляхом вибору конструкції приладу та матеріалів для його виготовлення. 
Оцінювання похибок ЗВТ під час калібрування здійснюється в точках, визначених методикою калібрування або користувачем засобу, за умов, максимально наближених до умов експлуатації засобу. Оцінені значення похибок ЗВТ зазначаються у свідоцтвах (сертифікатах) про калібрування.

## Коригування похибок ЗВТ
Систематичні похибки ЗВТ за необхідності можуть бути частково скориговані в точках діапазону вимірювання, в яких вони відомі за результатами повірки чи калібрування, шляхом внесення поправок в покази. Однак під час вимірювання значення величини може лежати в тій частині діапазону вимірювання приладу, де похибки під час калібрування чи повірки не визначалися. В таких випадках коригування систематичних похибок можливе шляхом використання індивідуальних (для приладу) градуювальних хзарактеристик.
Випадкові похибки ЗВТ не можуть бути скориговані шляхом внесення поправок чи використанням градуювальних характеристик; для їх зменшення проводять багаторазові вимірювання величини з наступним усередненням результатів. 